# Gerald Smith

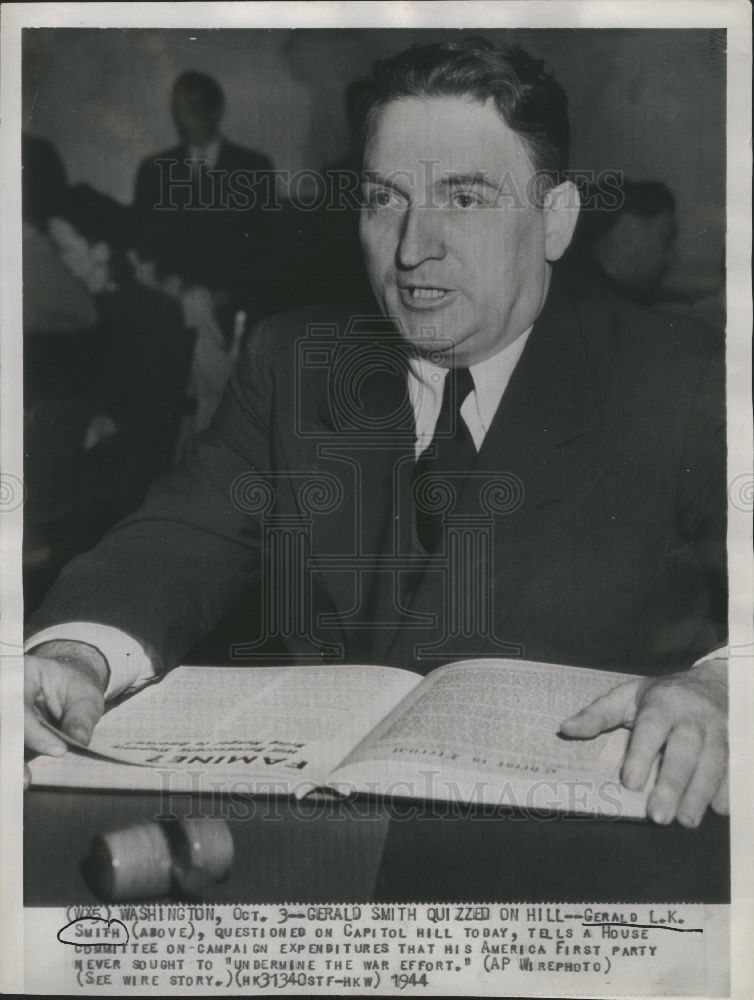
Gerald Smith in 1944

Gerald Lyman Kenneth Smith (Pardeeville (Wisconsin), 27 februari 1898 - 15 april 1976) was een prominent Amerikaans ultra-rechtse politicus. Hij was de leider van de Share Our Wealth-beweging en de oprichter van de Union Party (1936) en de America First Party (1944).

## Jeugd
Smith was het tweede kind van het gezin. Zijn vader was Lyman Smith (geboren in 1863), zijn moeder Sarah Henthorn. De jonge Gerald kreeg een religieuze opvoeding en werd in 1916 dominee van de Disciples of Christ denomination of Christianity. Wegens gezondheidsredenen van zijn echtgenote Ezra, verhuisde hij in 1928 naar Shreveport (Louisiana). Gerald Smith was razend populair bij de kerkgenoten en als dominee maakte hij veel gebruik van de radio.

## Huey Long and Share Our Wealth
In 1932 raakte Smith bevriend met de omstreden senator Huey Long. Hij gaf zijn functie als dominee op om de Share Our Wealth beweging van Huey Long verder op te bouwen. Share Our Wealth betekende een rechtvaardiger verdeling van de rijkdom onder de Amerikanen: minimum- en maximuminkomens en een pensioenregeling voor iedereen. Huey Long werd in september 1935 vermoord door de jonge arts Carl Weiss. Smith probeerde de beweging voort te zetten, maar hij moest Louisiana noodgedwongen verlaten.

## De Union Party (1936)
In 1936 stichtte hij de Union Party, samen met Francis Townsend en radiopriester Charles Coughlin. William Lemke werd de presidentskandidaat. De Union Party kreeg slechts 2% van de stemmen in november 1936. De Union Party viel daarna uiteen. Hij geloofde in de superioriteit van de blanken en schoof eind jaren dertig richting het antisemitisme en het anticommunisme. Gerald werd gesponsord door de autofabrikant Henry Ford.

## Tweede Wereldoorlog
In de Tweede Wereldoorlog stichtte hij de America First Party. Ook deed hij mee aan de presidentsverkiezingen in 1944. In hetzelfde jaar werd hij aangeklaagd wegens deelname aan een internationale samenzwering van de nazi’s tegen de Amerikaanse staat. Het kwam echter niet tot een veroordeling, omdat de dienstdoende rechter overleed.

## Verdere leven
Smith continueerde zijn antisemitische kruistocht na de oorlog. Zo ontkende hij dat de Holocaust had plaatsgevonden. Het was een eenzame strijder, want vele aartsconservatieven wilden niet geassocieerd worden met zijn gedachtegoed. Zo vond gouverneur Thomas Dewey Dewey hem een "kleine Hitler". In 1964 vestigde hij zich in Eureka Springs (Arkansas). Hij wilde daar een religieus pretpark realiseren. Al snel verrees er een enorm Christusbeeld. Jaarlijks werden er passiespelen georganiseerd. Gerald Smith overleed in 1976 op 78-jarige leeftijd ten gevolge van een longontsteking.

## Trivia
- Hij zou in de jaren dertig Adolf Hitler een persoonlijke brief hebben gestuurd. Smith ontkende dit in alle toonaarden.
- Hij is drie keer presidentskandidaat geweest.
- In 1936 zat hij op de dag van de verkiezingen in de gevangenis van Louisiana.
- Hij werd sinds 1934 nauwlettend in de gaten gehouden door de FBI.
- Smith ontkende in 1936 dat hij lid was geweest van de fascistische Silver Shirts. Dudley Pelley, de leider van de Silver Shirts, beweerde evenwel het tegendeel.